# Matilde Throup
Matilde Throup Sepúlveda (né le 18 août 1876 à Angol et décédée en 1922) est une juriste chilienne, connue pour avoir été la première femme de son pays à obtenir un diplôme de droit, et la troisième à obtenir un diplôme professionnel depuis le décret Amunátegui de 1877, qui autorisait les femmes à entrer à l'université.

## Biographie

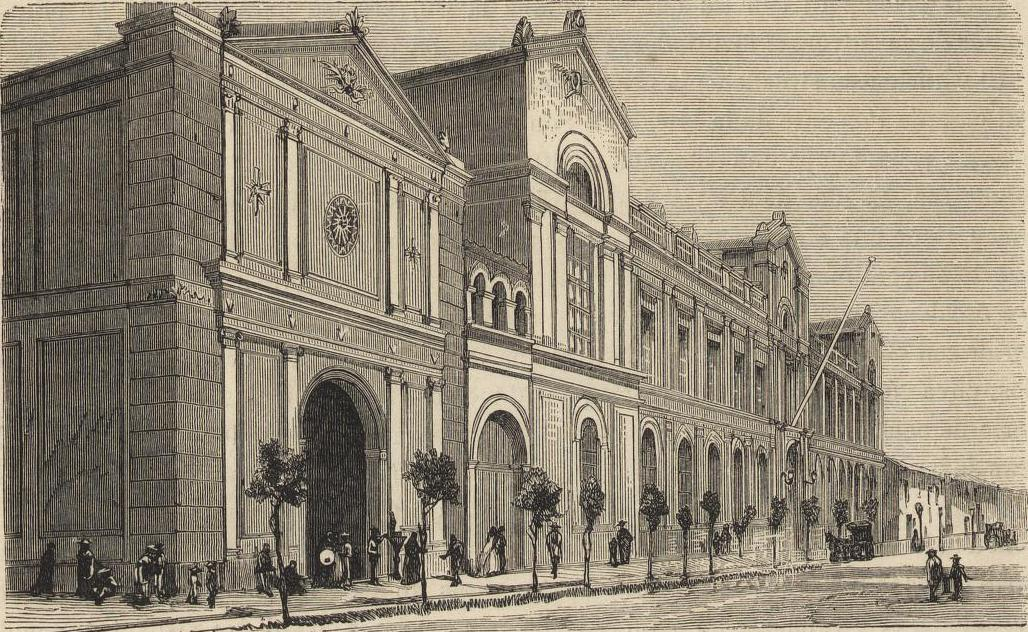
Casa Central de la Universidad de Chile en 1872, siège de la faculté de droit lorsque Throup était étudiante.

Née à Angol en 1876, elle est la fille d'un ancien soldat de l'armée chilienne. Le 28 mars 1887, elle obtient une licence en philosophie et sciences humaines. Elle entre ensuite à la faculté de droit et de sciences politiques - aujourd'hui la faculté de droit - de l'université du Chili, où elle obtient sa licence en droit et en sciences politiques le 25 mai 1891.
Le 6 juin 1892, elle obtient sa licence en droit, devenant ainsi la première femme chilienne à recevoir ce diplôme universitaire, ce qui lui permet de recevoir son diplôme de droit, accordé par la Cour suprême. La deuxième femme à devenir avocate fut Matilde Brandau, qui obtint son diplôme en 1898. Pour la Belgique et l'Argentine, Throup fut à l'avant-garde dans l'octroi de diplômes de droit aux femmes dans leurs pays respectifs.